# Henri-René Lenormand
Henri-René Lenormand (Parigi, 3 maggio 1882 – Parigi, 16 febbraio 1951) è stato un drammaturgo francese.

## Biografia
Figlio di un compositore, studiò presso l'Università di Parigi.
Una prima influenza la ricevette dai lavori di Dostoevskij, di Tolstoj, Poe, Nietzsche, anche se fondamentale risultò il suo soggiorno in Svizzera, dove scoprì la psicoanalisi.
Le sue opere, intrise di simbolismo, si distinsero per l'esplorazione dello stimolo inconscio, riflettendo profondamente l'influenza delle teorie di Sigmund Freud.
Altre caratteristiche importanti delle sue opere si dimostrarono l'esotismo, la satira politica e sociale, l'esoterismo e l'occultismo.
Fu uno degli autori preferiti dai più prestigiosi registi sperimentatori contemporanei, quali Georges Pitoëff e Gaston Baty.
Da menzionare le sue memorie intitolate Confessions d'un auteur dramatique (1952), importanti per la grande sincerità, oltre che i drammi Insurrection e Terre de Satan, contraddistinti da una potenza eversiva.

## Opere
- Le Cachet Rouge (1900)
- La Grande Mort (1905)
- Au Désert (1905)
- Le Réveil de l'instinct (1908)
- Les Possédés (1909)
- Terres Chaudes (1913)
- Les Ratés (1920)
- Les Mangeurs de Rêves (1922)
- Mixture (1927)
- La Folle du Ciel (1936)
- Les Pitoëff, souvenirs (1943)
- Confessions d'un auter dramatique (1949)
- Marguerite Jamois (1950)